# Ulmeni, Călărași
Ulmeni este satul de reședință al comunei cu același nume din județul Călărași, Muntenia, România. El a rezultat din unirea în 1931 a fostelor sate Ulmeni-Ungureni și Ulmeni-Pământeni,. iar în 1968 i-au fost înglobate și fostele sate Tăușeanca și Valea lui Soare.